# Štěpán Ivan Kovář
Štěpán Ivan Kovář (* 1976 Praha) je český astronom a fotograf. Věnuje se zejména historii astronomie, píše životopisy významných českých astronomů.
V letech 2002–2004 byl předsedou České astronomické společnosti. Pracuje v její Skupině pro historii astronomie.

## Díla
- KOVÁŘ, Štěpán Ivan. Antonín Bečvář – astronom, který miloval mraky. Brandýs nad Labem: Nakladatelství PhDr. Milana Nováka, 2001. 70 s.
- KOVÁŘ, Štěpán Ivan. Úvodní slovo. In: KOVÁŘ, Štěpán Ivan; BARTOŠ, Petr. Jiří Grygar 80krát kolem Slunce. Sezimovo Ústí: Hvězdárna Františka Pešty, 2016. Dostupné online. ISBN 978-80-260-9598-9. S. 32.